# Ctenomys maulinus
Ctenomys maulinus is een zoogdier uit de familie van de kamratten (Ctenomyidae). De wetenschappelijke naam van de soort werd voor het eerst geldig gepubliceerd door Philippi in 1872.

## Voorkomen
De soort komt voor in Chili en Argentinië.